# Ariane 6
Ariane 6 este un sistem european de lansare cu consumabile, dezvoltat de la începutul anilor 2010 de ArianeGroup în numele Agenției Spațiale Europene (ESA). Acesta înlocuiește Ariane 5, ca parte a familiei de lansatoare Ariane. Motivația declarată pentru Ariane 6 (începând din 2015) a fost înjumătățirea costurilor în comparație cu Ariane 5 și creșterea capacității privind numărul de lansări pe an (de la șase sau șapte la până la unsprezece).
Ariane 6 este proiectat cu două trepte, ambele propulsate de motoare cu hidrogen lichid-oxigen lichid. Prima treaptă are o versiune îmbunătățită a motorului Vulcain, deja utilizat pe Ariane 5, în timp ce a doua treaptă are un motor Vinci nou proiectat. Cea mai mare parte a forței inițiale la decolare este asigurată de motoarele cu combustibil solid atașate primei treapte: fie două, fie patru motoare P120 (variantele Ariane 62 și, respectiv, Ariane 64), care sunt versiuni mai mari ale P80 utilizate pe racheta Vega.
Selectarea conceptului de proiectare a fost făcută de ESA în decembrie 2014, favorizându-l în detrimentul unei opțiuni alternative de rachetă cu combustibil solid. În 2015 a fost finalizată o nouă proiectare de nivel înalt, iar vehiculul a intrat în faza de proiectare detaliată în 2016. În 2017, Agenția Spațială Europeană (ESA) a stabilit data de 16 iulie 2020 ca termen limită pentru primul zbor, iar în mai 2019, Arianespace a plasat prima comandă de producție. După o succesiune de întârzieri suplimentare ale programului până în 2022 și apoi în 2023, începând cu august 2023, Arianespace a declarat că prima încercare de lansare nu va avea loc în 2024.

## Descriere
Sunt în curs de dezvoltare două variante de Ariane 6:
- Ariane 62, cu două propulsoare P120, va cântări aproximativ 530 t la decolare și este destinată în principal misiunilor guvernamentale și științifice.[9] Poate lansa până la 4.500 kg pe orbita de transfer geostaționară (GTO) și 10.350 kg pe orbita joasă a Pământului (LEO).
- Ariane 64, cu patru propulsoare P120, are o greutate la decolare de aproximativ 860 t [10] și este destinat lansărilor comerciale de sateliți dubli [9] de până la 11.500 kg în GTO și 21.500 kg în LEO. La fel ca Ariane 5, acesta va putea lansa doi sateliți geostaționari împreună.

Ariane 6 cuprinde trei componente structurale și de transport al propulsoarelor majore.

### Modulul inferior de propulsie cu lichid
Prima treaptă a Arianei 6 se numește modulul inferior de propulsie cu lichid (LLPM). Acesta este propulsat de un singur motor Vulcain 2.1, care arde hidrogen lichid (LH2) cu oxigen lichid (LOX). Vulcain 2.1 este o versiune actualizată a motorului Vulcain 2 de pe Ariane 5. LLPM are un diametru de 5,4 m și conține aproximativ 140 de tone de combustibil.

### Rachete solide
Împingerea suplimentară pentru prima treaptă va fi asigurată de două sau patru propulsoare P120, cunoscute în nomenclatura Ariane 6 ca Equipped Solid Rockets (ESR). Fiecare propulsor conține aproximativ 142 de tone de combustibil și asigură o împingere de până la 4.650 kN. Motorul P120 este, de asemenea, prima treaptă a lansatorului de sateliți mici Vega C modernizat. Creșterea volumului de producție prin partajarea motoarelor reduce costurile de producție.
Primul test la scară reală al ESR a avut loc la Kourou la 16 iulie 2018, iar testul s-a încheiat cu succes, împingerea atingând 4.615 kN în vid.

### Modulul superior de propulsie cu lichid
Treapta superioară a rachetei Ariane 6 se numește modul superior de propulsie cu lichid (ULPM). Acesta are același diametru de 5,4 m ca și LLPM și, de asemenea, arde hidrogen lichid cu oxigen. Este propulsat de motorul Vinci care furnizează 180 kN de împingere și permite reporniri multiple. ULPM va transporta aproximativ 31 de tone de combustibil.

## Istoric
Ariane 6 a fost concepută la începutul anilor 2010 pentru a fi un vehicul de lansare care să înlocuiască pe Ariane 5, iar în perioada 2012-2015 au fost sugerate și propuse o serie de concepte și proiecte de nivel înalt. Finanțarea pentru dezvoltare din partea mai multor guverne europene a fost inițial asigurată până la începutul anului 2016, iar contractele au fost semnate pentru a începe proiectarea detaliată și construirea de articole de testare. În timp ce în 2019, zborul orbital inaugural fusese planificat pentru 2020, până în mai 2020, data planificată pentru lansarea inițială a fost amânată până în 2021.
În octombrie 2020, ESA a solicitat în mod oficial o finanțare suplimentară de 230 de milioane de euro de la țările care sponsorizau proiectul pentru a finaliza dezvoltarea rachetei și pentru a duce vehiculul la primul zbor de testare, care a alunecat până în al doilea trimestru al anului 2022. Apoi data a fost amânată până la sfârșitul anului 2022. În iunie 2022, a fost anunțată o amânare până „undeva în 2023”, iar până în octombrie 2022, ESA a precizat că prima lansare nu va fi mai devreme de al patrulea trimestru din 2023, fără a oferi însă niciun motiv public pentru această amânare. În august 2023, ESA a anunțat că data primei lansări a alunecat din nou până în 2024.

### Concept și dezvoltare timpurie: 2010-2015

Ariane 6 PPH – desen decupaj

În urma unor studii detaliate de definire în 2012, Agenția Spațială Europeană (ESA) a anunțat în iulie 2013 selectarea configurației „PPH” (prima treaptă formată din trei motoare de rachetă P145, a doua treaptă formată dintr-un motor de rachetă P145 și o treaptă superioară criogenică H32) pentru Ariane 6. Aceasta ar fi capabilă să lanseze până la 6.500 kg pe orbita de transfer geostaționară (GTO), cu un prim zbor preconizat pentru 2021-2022. În mai 2013 se estima că dezvoltarea va costa 4 miliarde de euro. Un studiu din 2014 a concluzionat că costul de dezvoltare ar putea fi redus la aproximativ 3 miliarde de euro prin limitarea contractanților la cinci țări.
În timp ce Ariane 5 lansează în mod obișnuit câte un satelit mare și unul mediu, propunerea PPH pentru Ariane 6 era destinată încărcăturilor utile unice, cu un preț estimat la începutul anului 2014 de aproximativ 95 de milioane dolari pe lansare. Falcon 9 al SpaceX și Long March 3B din China lansează ambele încărcături utile mai mici, dar la prețuri mai mici, de aproximativ 57 de milioane de deolari și, respectiv, 72 de milioane de dolari la începutul anului 2014, ceea ce face ca lansarea de către Falcon 9 a unui satelit de dimensiuni medii să fie competitivă cu costul slotului inferior al unui Ariane 5 cu două încărcături utile. Pentru sateliții ușori complet electrificați, Arianespace intenționa să utilizeze motorul Vinci, care poate fi repornit, pentru a livra sateliții mai aproape de orbita lor operațională decât ar fi putut-o face Falcon 9, reducând astfel timpul necesar pentru transferul pe orbita geostaționară cu câteva luni.

#### Propunerile Ariane 6.1 și Ariane 6.2
În iunie 2014, Airbus și Safran au surprins ESA anunțând o contrapropunere pentru proiectul Ariane 6: o societate mixtă 50/50 pentru dezvoltarea rachetei, care ar implica și cumpărarea participației CNES a guvernului francez în Arianespace.
Acest sistem de lansare propus ar veni în două variante, Ariane 6.1 și Ariane 6.2. În timp ce ambele ar folosi o treaptă principală alimentată de un motor Vulcain 2 și două propulsoare solide P145, Ariane 6.1 ar avea o treaptă superioară criogenică alimentată de motorul Vinci și ar propulsa până la 8.500 kg la GTO, în timp ce Ariane 6.2 ar folosi o treaptă superioară mai puțin costisitoare alimentată de motorul Aestus. Ariane 6.1 ar avea capacitatea de a lansa doi sateliți cu propulsie electrică în același timp, în timp ce Ariane 6.2 s-ar concentra pe lansarea de încărcături guvernamentale.
Ziarul francez La Tribune a pus la îndoială faptul că Airbus Space Systems ar putea să respecte costurile promise pentru propunerea lor privind Ariane 6 și că Airbus și Safran Group ar putea fi de încredere, în condițiile în care au fost găsiți responsabili pentru eșecul zborului 517 al rachetei Ariane 5 în 2002 și pentru un eșec mai recent, în 2013, al rachetei balistice M51. Companiile au fost, de asemenea, criticate pentru că nu au fost dispuse să își asume riscuri de dezvoltare și au cerut o finanțare inițială mai mare decât cea planificată inițial – 2,6 miliarde de euro în loc de 2,3 miliarde de euro. Prețurile de lansare estimate de 85 de milioane de euro pentru Ariane 6.1 și de 69 de milioane de euro pentru Ariane 6.2 nu se comparau favorabil cu ofertele SpaceX. În timpul reuniunii miniștrilor UE de la Geneva din 7 iunie 2014, aceste prețuri au fost considerate prea mari și nu s-a ajuns la un acord cu producătorii.

#### Propunerile Ariane 62 și Ariane 64

Propunerile inițiale pentru Ariane A62 și Ariane A64

În urma criticilor aduse proiectului Ariane 6 PPH, Franța a prezentat o propunere revizuită a Ariane 6 în septembrie 2014 Acest lansator ar folosi o treaptă principală criogenică alimentată de Vulcain 2 și o treaptă superioară alimentată de Vinci, dar ar varia numărul de propulsoare solide. Cu două propulsoare P120, Ariane 6 ar lansa până la 5.000 kg către GTO la un cost de 75 de milioane de euro. Cu patru propulsoare, Ariane 6 ar putea lansa doi sateliți totalizând 11.000 kg către GTO, la un cost de 90 de milioane de euro.
Această propunere, spre deosebire de Ariane 6 PPH, a oferit un lansator scalabil, păstrând în același timp capacitatea de dublă lansare a lui Ariane 5. Propunerea includea, de asemenea, simplificarea organizării industriale și instituționale, împreună cu o versiune mai bună și mai ieftină a motorului Vulcain 2 pentru treapta principală. Deși se preconiza că Ariane 6 va avea „costuri de producție recurente estimate mai mici”, se preconiza că va avea „un cost total de dezvoltare mai mare din cauza necesității unei noi rampe de lansare, dedicată Ariane 6”.
Miniștrii spațiului italian, francez și german s-au întâlnit la 23 septembrie 2014, pentru a planifica strategia și a evalua posibilitatea unui acord privind finanțarea succesorului Ariane 5, iar în decembrie 2014, ESA a selectat proiectele Ariane 62 și Ariane 64 pentru dezvoltare și finanțare.
La Congresul internațional de astronautică din 2022, ArianeGroup a anunțat propunerea "Smart Upper Stage for Innovative Exploration", o treaptă superioară reutilizabilă pentru varianta 64 (sau ulterioară), capabilă să efectueze operațiuni autonome de transport de marfă sau să transporte cinci astronauți pe orbita joasă a Pământului.

### Dezvoltarea vehiculelor de testare: 2016–2021
În noiembrie 2015, a fost prezentat un design actualizat al Ariane 64 și 62, diametrul treptei principale a crescut la 5,4 m și înălțimea a scăzut la 60 m.
Proiectul de bază pentru Ariane 6 a fost finalizat în ianuarie 2016: o treaptă de bază cu combustibil lichid și rachete de propulsie cu combustibil solid. Dezvoltarea a avansat în fazele de proiectare detaliată și de producție, primele contracte majore fiind deja semnate. Spre deosebire de rachetele Ariane anterioare, care sunt asamblate și alimentate cu combustibil pe verticală înainte de a fi transportate la rampa de lansare, treptele principale ale Ariane 6 urmau să fie asamblate pe orizontală în noua hală de integrare din Les Mureaux și apoi transportate în Guyana Franceză, pentru a fi montate și integrate cu propulsoarele de rapel și încărcătura utilă.
Procesul de asamblare pe orizontală a fost inspirat din tradiția rusă pentru lansatoarele Soiuz și Proton – care a fost mai recent aplicat la boosterele americane Delta IV și Falcon 9  – cu scopul declarat de a reduce la jumătate costurile de producție.
Procesul de producție industrială a fost complet revizuit, permițând un flux de lucru sincronizat între mai multe unități de producție europene care se mișcau la o cadență lunară, ceea ce ar fi permis douăsprezece lansări pe an, dublând capacitatea anuală a Ariane 5. Pentru a reduce și mai mult prețul, motoarele Ariane 6 urmau să utilizeze componente imprimate 3D. Ariane 6 urma să fie prima rachetă de mari dimensiuni care urma să utilizeze un sistem de aprindere cu laser dezvoltat de Centrul de Cercetare Carinthian (CTR) din Austria, care a fost utilizat anterior la motoarele de automobile și la motoarele cu turbină. Un laser în stare solidă oferă un avantaj față de sistemele de aprindere electrice, deoarece este mai flexibil în ceea ce privește amplasarea plasmei în camera de combustie, oferă o putere de impuls mult mai mare și poate tolera o gamă mai largă de rapoarte ale amestecului combustibil-aer.